# Jost Amman
Pour les articles homonymes, voir Amman (homonymie).
Jost (Jodocus) Amman (né en 1539 à Zurich et mort en mars 1591 à Nuremberg) est un dessinateur, graveur et peintre suisse, qui pratiqua presque toutes les formes de gravure (sur bois, taille-douce, pointe sèche, eau-forte) et en exposa la technique dans plusieurs traités.

## Biographie
Amman, né dans la toute jeune confédération suisse, émigra en 1561 à Nuremberg, où il obtint le droit de bourgeoisie (1577), et où il passa le reste de sa vie. Il est, après Dürer, l'un des plus éminents et des plus prolifiques graveurs et portraitistes du Saint-Empire au XVIe siècle. Il réalisa de nombreux recueils de planches gravées, notamment des livres d'héraldique et d'emblèmes, des manuels de joute, des traités sur l'art militaire, les costumes, la botanique, les remèdes tirés des plantes, les animaux et l'obstétrique. Il participa aussi bien à l'illustration de la Bible qu'à celle des œuvres d'auteurs anciens ou contemporains. Il illustra aussi des almanachs thématiques traitant de sujets aussi divers que la religion, l'histoire, les droits seigneuriaux (chasse et collecte du bois), la charpenterie ou la chasse. Ses gravures se signalent par le port élancé et l'élégance un peu maniérée des personnages. Son souci minutieux du détail et son vif intérêt pour les choses de la vie quotidienne, comme les métiers et les vêtements, confèrent à son œuvre variée une grande valeur historique.

## Œuvres

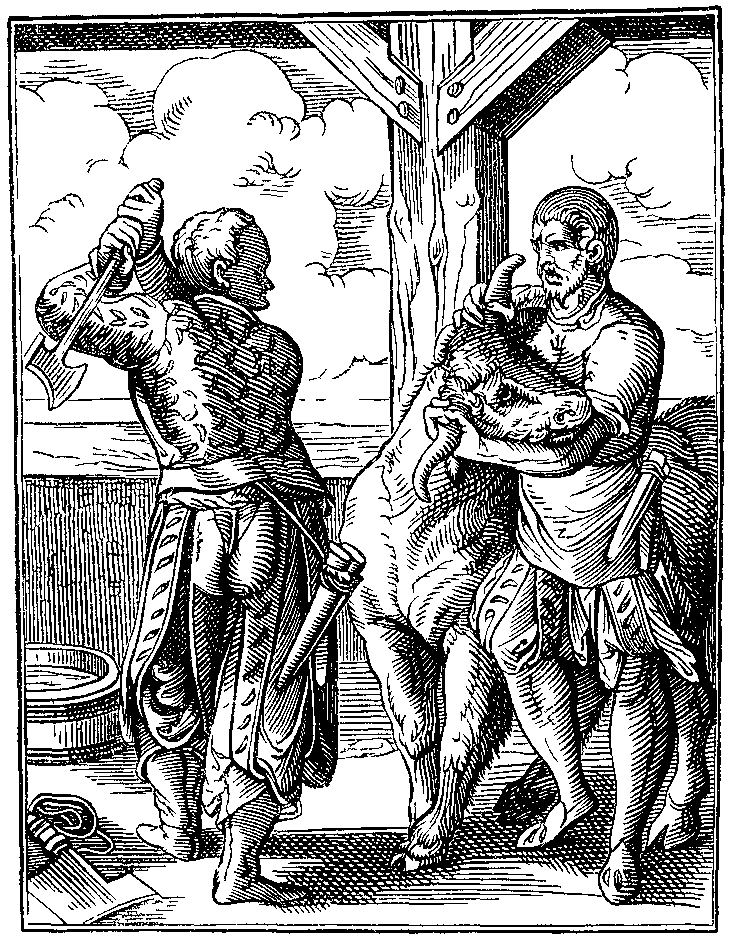
Le boucher et son apprenti abattant un bœuf au merlin (tiré du Ständebuch)

Amman écrivit plusieurs manuels et traités théoriques sur le dessin et la gravure.

### Planches gravées pour l'édition
- traduction en allemand de la Naturalis historia de Pline l'Ancien : « Caii Plinii Secundi, Des fürtrefflichen Hochgelehrten Alten Philosophi Bücher und schrifften von der Natur, art und eigenschafft der Creaturen oder Geschöpffe Gottes » (1565)
- Le « Livre des métiers » (en allemand Ständebuch), avec des devises en vers de Hans Sachs, est son ouvrage le plus connu ; son titre complet en vieux haut-allemand est Eygentliche Beschreibung aller Stände auff Erden hoher und nidriger, geistlicher und weltlicher, aller Künsten, Handwerken und Händeln... (1568)
- Leonhardt Fronsperger - « Von Wagenburg und Feldtleger » (1573)
- « Insignia Sacræ Cæsareæ Majestatis » (traité d'héraldique)
- « Gynæceum sive theatrum mulierum » (« Le Ménagier des dames », 1586)
- « Charta lusoria » (« Cartes à jouer », 1588)

### Autres œuvres
- Kunnst und Lehrbüchlein für die anfahenden Jungen daraus reissen und malen zu lernen darjnnen allerley Art lustige und artliche fürreissung von Manns und Weybsbildern...

### Éditions modernes
- Das Frauentrachtenbuch, édité par Manfred Lemmer (1972). Insel-Verlag, Frankfurt am Main,
- Die Frauenzimmer. Die Frauen Europas und ihre Trachten. Postface et commentaire de Curt Grützmacher (1980). Harenberg, Dortmund  (ISBN 3-88379-219-5)
- Kartenspielbuch. Charta lusoria (1880). Hirth, München
- Kartenspiel, éd. commentée par Erwin Kohlmann (1967). Édition Leipzig, Leipzig
- Kartenspielbuch. Charta lusiora. édition commentée par Curt Grützmacher (1993). Manutius, Heidelberg  (ISBN 3-925678-39-5)
- Kunnst und Lehrbüchlein für die anfahenden Jungen... éd. fac-simile et livret d'accompagnement, éd. Müller und Schindler, Stuttgart (1971)
- Stände und Handwerker. (Ständebuch). G. Hirth, München 1923
- Das Ständebuch. Les éditions Insel-Verlag ont sans cesse réédité ce livre de devises depuis 1934, Leipzig et Francfort sur le Main. Comm. de Richard Graul (1934), et mises à jour ultérieures de Manfred Lemmer (dernière rééd. 1995)  (ISBN 3-458-08133-X)
- Wappen- und Stammbuch (1923). G. Hirth, Munich
- Leonhardt Fronsperger - Von Wagenburg und Feldtleger (1968). Rübsamen, Stuttgart

### Dessins
Beaux-Arts de Paris : 
- Loth et ses filles, plume, encre noire, H. 0,177 ; L. 0,146 m[2]. Ce dessin daté de 1565 porte le monogramme IAG, Loth et ses filles. Il est l'œuvre d'un artiste encore jeune, mais établi depuis quatre ans au moins à Nuremberg à la tête d'un atelier. Ce dessin est proche des nombreuses gravures de Jost Amman, tant par le style que par les motifs représentés, mais il n'a pu être mis en relation directe avec aucune de ses compositions connues[3].
- Orphée et Eurydice, plume, encre brune et lavis brun, Diam. : 0,180 m[4]. Ce dessin ne présente pas de date ni de monogramme. Tout donne à penser que ce dessin, comme l'Allégorie de l'Allemagne et Daniel interprétant les songes, était en relation avec un bas-relief de petit format du type des "plaquettes" circulaires en plomb, en bronze, en argent ou doré, que les ateliers de sculpteurs et d'orfèvres de l'époque ont produit en grand nombre. Ces plaquettes prenaient place comme des œuvres autonomes dans des cabinets d'amateurs ou ont été utilisées comme des éléments de décor, intégrées à un meuble ou à un coffret par exemple. Une autre composition gravée par Jost Amman présente des similitudes significatives avec le dessin des Beaux-Arts, il s'agit des Sept Arts libéraux poursuivis par Pan, Bacchus et Pluton (eau-forte, Kunstsammlungen, Veste Cobourg)[5].
- Vénus, Amour et Pluton, plume, encre noire, rehauts de blanc sur papier préparé gris-bleu, H. 0,193 ; L. 0,187 m[6]. Le sujet de ce dessin est inspiré des Métamorphoses, et plus précisément du Livre V. Ce dessin se rattache au courant du maniérisme international, par le choix du sujet comme par ses connotations érotiques. Son style et des motifs caractéristiques permettent de le lier à la production tardive de l'artiste, dans les années 1580, notamment à Cupidon ailé, armé de son arc et Vénus et Cupidon découverts par un satyre, tous deux tirés du Kunstbüchlein, un recueil de gravures à sujets mythologiques de Jost Amman[7].